# 284-я стрелковая дивизия (1-го формирования)
284-я стрелковая дивизия (284 сд) — воинское соединение Вооружённых Сил СССР, принимавшее участие в Великой Отечественной войне.
Боевой период: 8 августа — 27 декабря 1941 года.

## История
284 сд была сформирована в конце июля 1941 года в Харьковском военном округе в г. Ромны. Уже 3 августа, согласно директиве главнокомандующего войсками Юго-Западного направления С. Будённого, она была включена в киевскую группу, которая должна была нанести удар по Василькову и Белой Церкви с целью уничтожения противника, действующего на стыке Юго-Западного и Южного фронтов.
Вечером 8 августа на фронт прибыло два эшелона 284 сд. Её прибытие позволило 11 августа провести контратаку в районе д. Мышеловки. 12 августа дивизия располагалась к западу от Пирогово, один её полк находился в резерве в районе Совки. 14 августа 37-я армия, в составе которой находилась 284 сд, безуспешно пыталась наступать в направлении Хотова, чтобы восстановить передний край Киевского укрепрайона на южном фасе. К вечеру этого дня части дивизии занимали позиции в районе Теофании — Пирогово — Вита-Литовской. К 15 августа советские контратаки, в которых принимала участие и 284 сд, затихли, так и не достигнув своей цели: отбросить противника за передовой рубеж Киевского укрепрайона. После неудачного штурма КиУР немцы закрепились на том рубеже, который они определили для себя сами.
В дальнейшем дивизия вела здесь позиционные бои до середины сентября. В частности в первой половине дня 30 августа немецкая штурмовая группа из состава 278-го пехотного полка 95 пехотной дивизии силой до двух взводов провела разведку боем на Жуковом острове и захватила в плен 164 красноармейца из состава 1047-го полка, которые оказали слабое сопротивление и фактически сдались без боя. Этот эпизод был представлен оперсводкой штаба 37-й армии как удачное отражение вражеского удара, что не соответствовало действительности. А 3 сентября сапёры 1047-го стрелкового полка, скрытно выкопав в течение нескольких дней подземную мину, произвели подрыв 3 немецких ДЗОТ на одной из высоток близ села Пирогово. Затем, практически без боя, высотку захватила советская пехота. К концу августа убыль личного состава в стрелковых ротах дивизии достигала около 50 %, во многом из-за частых случаев перехода к врагу, дезертирства и плохо подготовленных штурмовых действий пехоты. Из-за этого, например, в 1045 сп (командир полковник С. Калинин) в начале сентября имелись случаи децимации, то есть расстрелов красноармейцев, которые не предотвратили переход своих товарищей-дезертиров к врагу.
14 сентября немцы замкнули кольцо вокруг Киева, образовав киевский котёл. В ходе дальнейших боевых действий 37-я армия была расчленена на несколько частей. 19 сентября по приказу командования дивизия, находясь в арьергарде 37 армии, отступает из Киева. В результате отступления с 19 по 29 сентября 284 сд оказалась у Березани и Яготина, где и была уничтожена. Командир 1043 сп майор В. Попков, командир 1045 сп полковник С. Калинин и командир 820 ап майор Г. Сёмин были взяты немцами в плен. Командир 284 сд полковник Г. П. Панков из окружения вышел 08.10.1941 г. в районе деревни Терны южнее железнодорожной станции.
27 декабря 1941 г. дивизия была расформирована как погибшая.

## Состав
- 1043-й стрелковый полк
- 1045-й стрелковый полк
- 1047-й стрелковый полк
- 820-й артиллерийский полк
- 334-й отдельный истребительно-противотанковый дивизион
- 539-й отдельный зенитный артиллерийский дивизион
- 353-я разведывательная рота
- 589-й сапёрный батальон
- 754-й отдельный батальон связи
- 339-й медико-санитарный батальон
- 387-я отдельная рота химзащиты
- 724-й автотранспортный батальон
- 380-й полевой автохлебозавод
- 975-я полевая почтовая станция
- 857-я полевая касса Госбанка

## Подчинение
| На дату    | Фронт (округ)             | Армия      | Корпус (группа) |
| ---------- | ------------------------- | ---------- | --------------- |
| 01.08.1941 | Харьковский военный округ |            |                 |
| 01.09.1941 | Юго-Западный фронт        | 37-я армия | -               |

## Командиры
- Панков, Геннадий Петрович (20.07.1941[8] — 27.12.1941), полковник.
  - 1043 сп — Попков Василий Петрович (16 июля — 26 сентября 1941), майор
  - 1045 сп — Калинин Семён Степанович (? — 1 октября 1941), полковник
  - 1047 сп — Мамин Василий Сидорович (1 августа — 25 августа 1941), майор[9]
  - 820 ап — Сёмин Григорий Николаевич (17 марта 1908 — 26 сентября 1941 попал в плен — умер 27 июля 1942), майор